# Giovanni Battista Scotti
Pour les articles homonymes, voir Scotti.
Giovanni Battista Scotti, russifié en Ivan Karlovitch Scotti (Иван Карлович Ско́тти), né en 1776 ou 1777 en Italie (en terres de possession autrichienne) et mort en 1830 à Saint-Pétersbourg, est un peintre de l'époque du classicisme russe et de l'Empire, auteur de nombreuses fresques monumentales à Saint-Pétersbourg.

## Biographie
Giovanni Battista Scotti est le fils du peintre Carlo Scotti qui a émigré du nord de l'Italie en 1786  pour s'installer à Saint-Pétersbourg, comme fresquiste. Il travaille au début avec son  père, puis en association avec son frère Domenico Scotti. Il se fait connaître en 1803 par de grands panneaux de paysages pour le palais de Pavlovsk. Il a collaboré avec de grands architectes de Saint-Pétersbourg de son époque, comme Carlo Rossi, Vincenzo Brenna, Luigi Rusca.
Il a été enterré au cimetière Volkovo. Sa tombe a disparu.

## Quelques œuvres

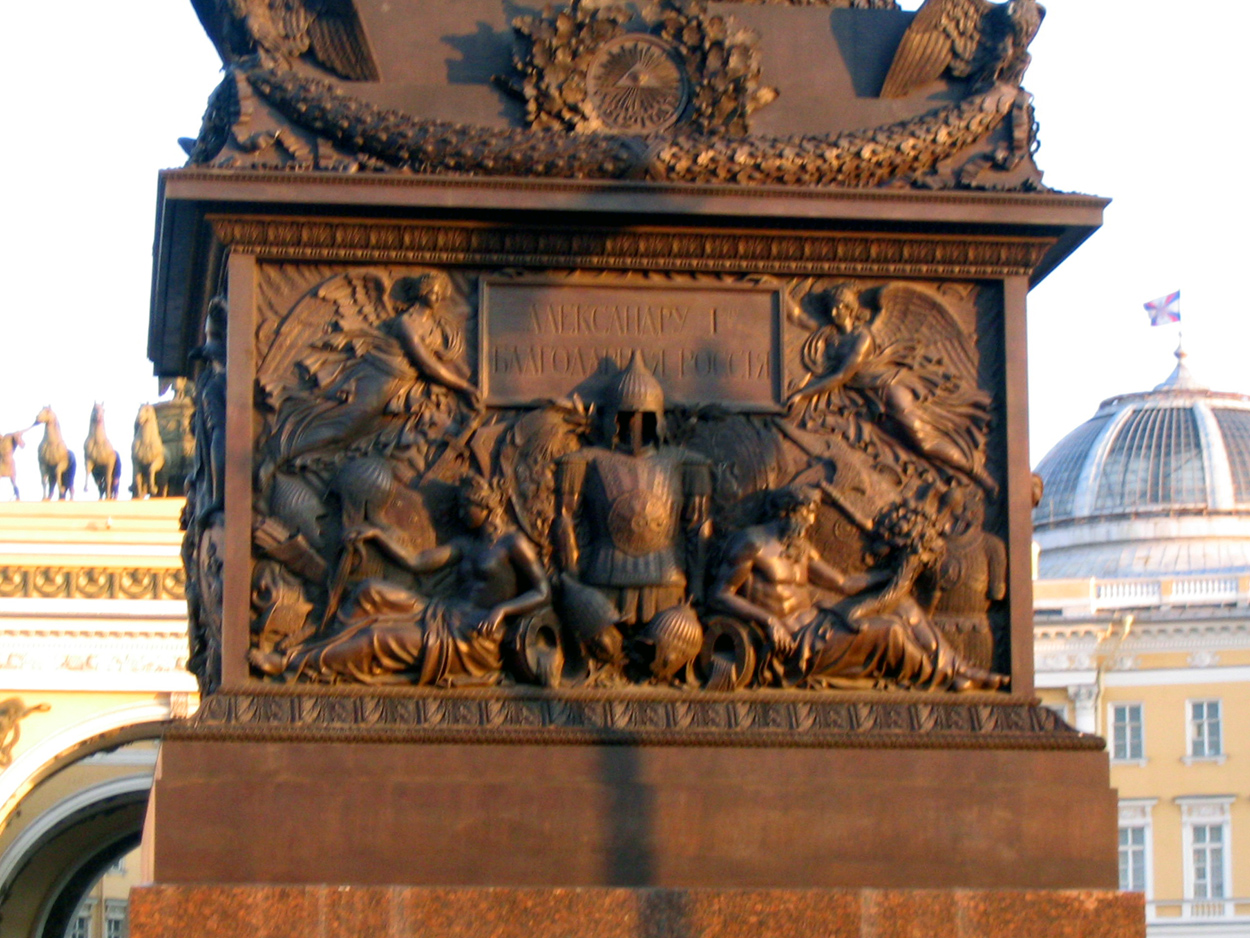
Bas-reliefs du piédestal de la colonne d'Alexandre de Saint-Pétersbourg, d'après des esquisses de Scotti.

- Décors intérieurs du palais de Tauride (rotonde, galerie et jardin d'hiver, 1819)[3]
- Décors intérieurs du palais Elaguine,
- Décors intérieurs du palais Michel (vestibule d'honneur et autres salles, 1824, avec son frère Domenico)
- Décors intérieurs du palais d'Hiver[4]
- Décors intérieurs du manoir de Bykovo du général Izmaïlov (disparus)
- Décors intérieurs de l'hôtel particulier Iline (1807) et palais des Bobrinski (1825)[5]
- Plafond de la salle des colonnes blanches du palais Chouvalov (Amour et Psyché et dieux de l'Olympe)[6], aujourd'hui musée Fabergé
- Décor de l'Amirauté (années 1810), salle des Colonnes de l'institut des mines (1823-1824)
- Fresques intérieures du bâtiment de l'état-major général (ministère des Affaires étrangères) (1828)
- Esquisses des bas-reliefs du piédestal de la colonne d'Alexandre (terminés par Fiodor Brioullov)[7]
- Décorations pour le théâtre de l'Arbat.

## Fils
De son mariage avec Aloisa Tardi, il a trois fils, Luigi, Michelangelo et Giovanni:
- Michel Scotti (1814-1861), peintre, académicien de l'Académie impériale des beaux-arts[8],[9].
- Ivan Scotti (né vers 1818), acteur, chanteur entre autres au théâtre de Vyksa[10]